# 本多正幸
本多 正幸（ほんだ まさゆき、1950年（昭和25年）3月11日 - ）は、日本の政治家。元愛知県知立市長（1期）。

## 来歴
愛知県出身。愛知県立刈谷工業高等学校（現・愛知県立刈谷工科高等学校）卒。知立市議会議員、同議長を経て、2004年知立市長選挙に無所属で立候補し、無投票で当選した。市長を1期務め、2008年の市長選挙に再選を目指したが、元知立市議の林郁夫に敗れた。2011年の愛知県議会議員選挙に立候補したが落選した。2020年旭日小綬章を受章した。